# Dionysia caespitosa
Dionysia caespitosa är en viveväxtart. Dionysia caespitosa ingår i dionysosvivesläktet som ingår i familjen viveväxter.

## Underarter
Arten delas in i följande underarter:
- D. c. bolivarii
- D. c. caespitosa

## Bilder

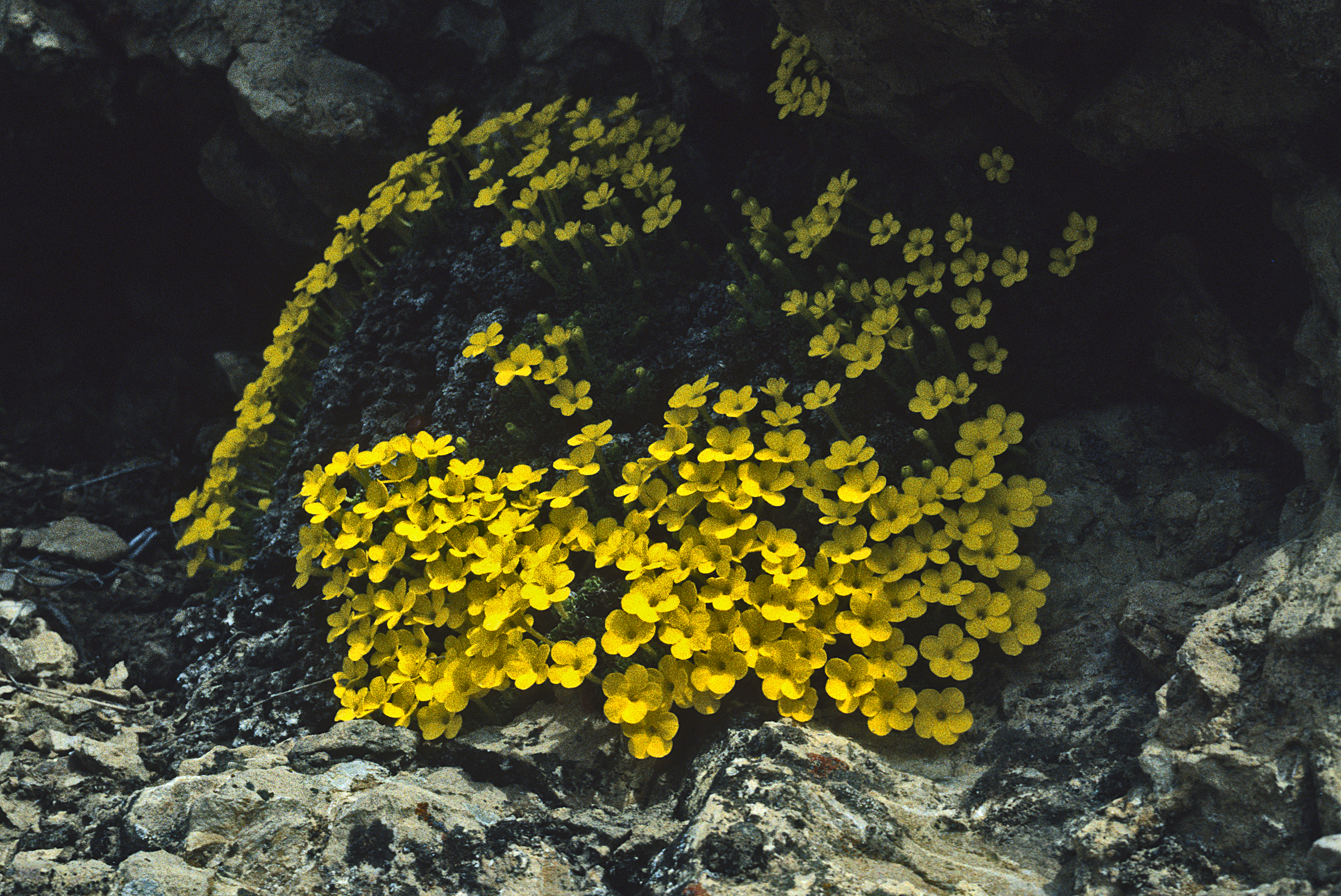
Vildväxande Dionysia caespitosa.